# 鈴木満梨奈
鈴木 満梨奈（すずき まりな、1993年6月6日 - ）は、日本のミュージカル女優である。奈良県出身。

## 出演

### 舞台・ミュージカル
- アルプスの少女ハイジ（2002年） - 子やぎアンサンブル
- アニー（2003年） - テシー 役
- 森は生きている（2004年） - リス 役
- アニー（2005年） - アニー 役
- Myself〜鏡の中のもう一人の自分〜（2006年）
- 森は生きている（2006年） - 7月 役
- 葉っぱのフレディ〜いのちの旅〜（2007年） - クレア 役
- HIROSE PROJECT LIVE VOL.5 優しい魔法のとなえ方（2008年） - 氷室ナナ 役
- スウィーニー・トッド フリート街の悪魔の理髪師（2024年）[1]
- キャッチ・ミー・イフ・ユー・キャン（2024年）[2]

### コンサート
- モーリー・イェストン生誕80周年記念コンサート『Life's A Joy! Life Goes On!!』with 20years of Gratitude from Umeda Arts Theater（2025年）[3]